# Distretto di Gökdepe
Il distretto di Gökdepe è un distretto del Turkmenistan situato nella provincia di Ahal. Ha per capoluogo la città di Gökdepe.